# Habas enzapatás
Las habas enzapatás  es un plato típico de la provincia de Huelva.
Se trata de unas habas (generalmente nuevas, es decir del año) convenientemente aliñadas con poleo verde. Suelen emplearse más como plato de acompañamiento o guarnición que como plato único.

## Características
Su preparación es sencilla, se basa en una cocción de las de habas verdes desgranadas, sin vaina, con agua, sal, poleo y ajos frescos. Poseen un olor característico que les deja el poleo. Se suelen comer frías como tapa o acompañamiento a otro plato. Es muy conveniente utilizar habas de grano muy grueso, cuanto más mejor, ya que en las pequeñas el interior del grano se queda demasiado blando, y el objetivo es que se les pueda quitar la piel con los dedos antes de comerlas.
Una preparación particular de las habas enzapatás se da en la zona de Moguer y Palos de la Frontera, donde se sustituye el poleo y la hierbabuena por culantro (cilantro), siendo el mismo un ingrediente importante en la gastronomía de ambos municipios (puchera de habas, caracoles, gazpacho de culantro, etc).